# Andreas Allescher

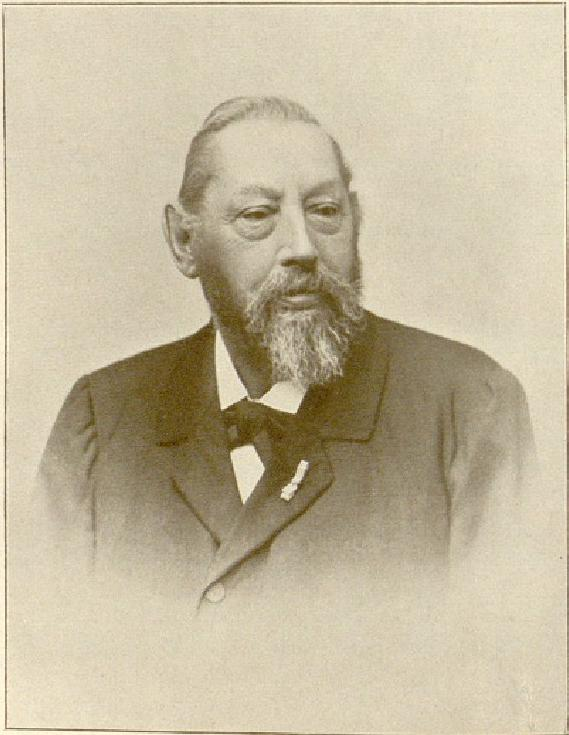
Andreas Allescher

Andreas Allescher (* 6. Juni 1828 in München; † 10. April 1903 in München) war ein bayrischer, deutscher Mykologe. Sein offizielles botanisches Autorenkürzel lautet „Allesch.“.

## Leben und Wirken
Allescher erhielt in Freising die Ausbildung zum Lehrer. Stationen seiner beruflichen Laufbahn als Lehrer waren Haag an der Amper, München und Berchtesgaden-Engedey aus, bevor er ab 1862 bis zu seiner Pensionierung wieder in München tätig war.
Neben seinem Hauptberuf war er ein weithin bekannter Pilzkundler, der sich insbesondere auch mit der Gruppe der Rostpilze beschäftigte. Neben den Pilzen sammelte er auch Algen, Flechten und  Moose. In der von Gottlob Ludwig Rabenhorst herausgegebenen Kryptogamen-Flora Deutschlands bearbeitete Allescher wesentliche Abschnitte die Pilze betreffend.

## Schriften
- 1884: Verzeichnis in Südbayern beobachteter Basidiomyceten. Ein Beitrag zur Kenntnis der bayerischen Pilzflora.
- 1888: Über einige aus Südbayern bisher nicht bekannte Pilze. In: Botanisches Centralblatt. (36) 12–16. Cassel: Druck von Gebr. Gotthelft.
- 1895: Verzeichnis in Süd-Bayern beobachteter Pilze. Ein Beitrag zur Kenntnis der bayerischen Pilzflora. In: Berichte des botanischen Vereins in Landshut. (9) 4-140. Landshut: Gedruckt bei W. Thomann 1895
- 1896: Diagnosen einiger neuer, im Jahre 1895 gesammelter Arten bayerischer Pilze aus der Abteilung der fungi imperfecti. In: Berichte der Bayerischen botanischen Gesellschaft. Band IV 31-40. München.
- 1901: Deutschlands Kryptogamen-Flora oder Handbuch zur Bestimmung der kryptogamischen Gewächse Deutschlands, der Schweiz, der Lombardisch-Venetianischen Königreichs und Istriens. Fungi Imperfecti: Hyalin-sporige Sphaerioidee. 1–1016.
- 1903: Deutschlands Kryptogamen-Flora oder Handbuch zur Bestimmung der kryptogamischen Gewächse Deutschlands, der Schweiz, der Lombardisch-Venetianischen Königreichs und Istriens. Fungi Imperfecti: Gefärbt-sporige Sphaerioideen, sowie Nectrioideen, Leptostromaceen, Excipulaceen und Melanconieen. 1 – 993.